# Relaciones Colombia-Indonesia
Las relaciones Colombia-Indonesia son las relaciones exteriores entre Indonesia y Colombia. Otros países son miembros del Movimiento No Alineado, el Consejo de Cooperación Económica del Pacífico, el Grupo Cairns y el bloque CIVETS. Indonesia tiene una embajada en Bogotá. Colombia tiene una embajada en Yakarta.

## Historia

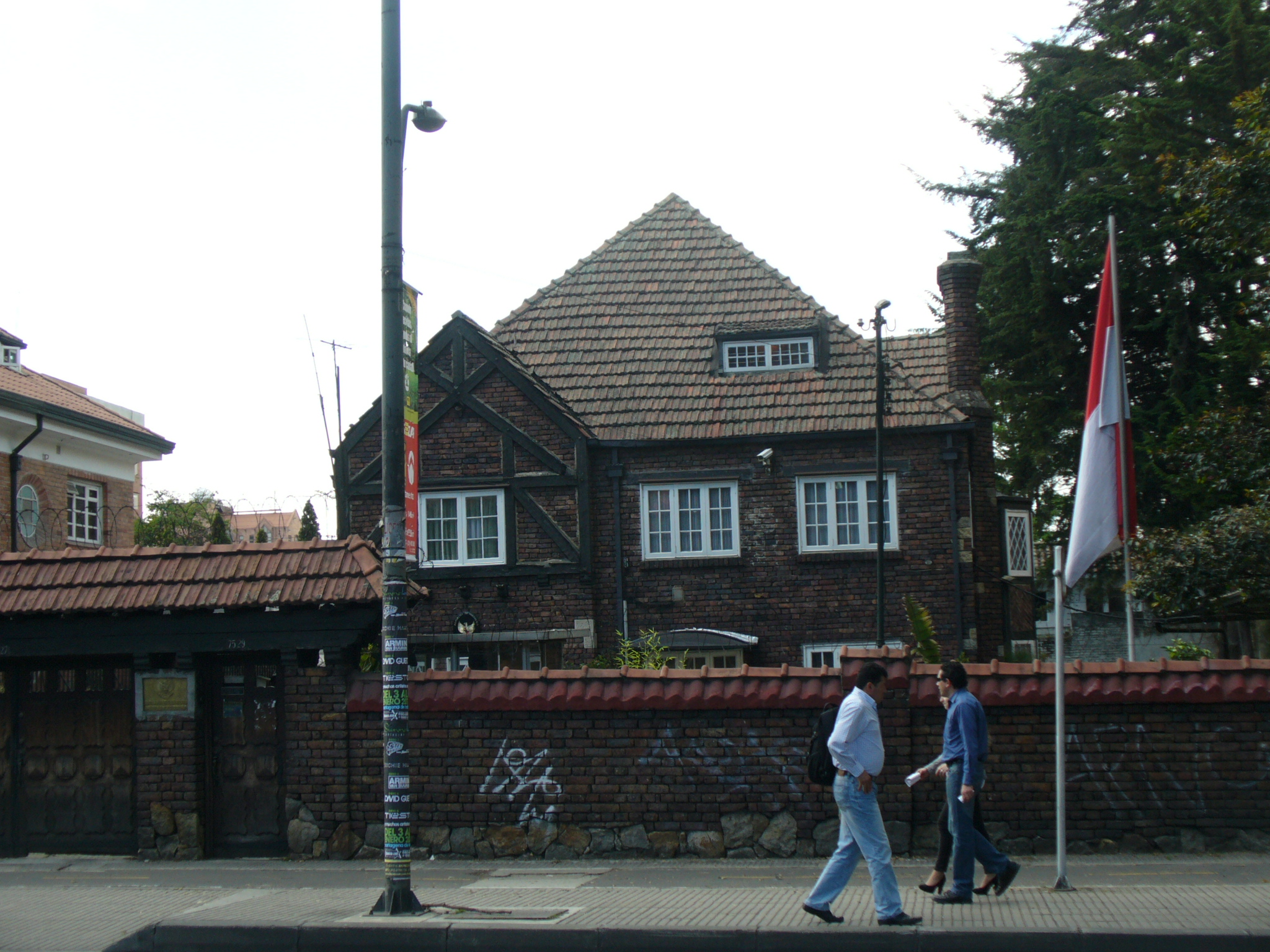
Embajada indonesia en Bogotá

Las relaciones diplomáticas entre Colombia e Indonesia se establecieron el 15 de septiembre de 1980, con las relaciones diplomáticas manejadas en ese momento por la Embajada de Indonesia en Brasilia, Brasil y la Embajada de Colombia en Nueva Delhi, India respectivamente. En 1983 Colombia elevó su Consulado en Yakarta a la Embajada y permaneció en el país hasta el 29 de noviembre de 2002 cuando la Embajada cerró debido a razones presupuestarias como parte de una reestructuración más amplia del Ministerio de Relaciones Exteriores de Colombia Asuntos. Indonesia abrió su Embajada en Bogotá en mayo de 1989 y el primer Embajador de Indonesia en Colombia, el Dr. Trenggono presentó su carta de credibilidad al Presidente de Colombia, Virgilio Barco Vargas, El 16 de junio de 1989 y ha mantenido una presencia de embajadores en Colombia desde entonces.
El 7 de marzo de 2011, el presidente de Colombia, Juan Manuel Santos Calderón, anunció la reapertura de la Embajada de Colombia en Yakarta como parte de una campaña para promover el bloque económico CIVETS, del cual Colombia e Indonesia forman parte Mercados emergentes con antecedentes económicos similares, y en un esfuerzo por fortalecer los lazos con Indonesia y Asia en general.